# 아미노페나존
아미노페나존(영어: aminophenazone)은 마약성 진통제이다. 아미노피린(영어: aminopyrine), 아미도피린(영어: amidopyrine), 피라미돈(영어: Pyramidon)이라고도 한다. 아미노페나존은 피라졸론 및 페나존의 유도체이며 항염증 및 해열 특성도 가지고 있다. 이 약물은 특히 류머티즘 치료에 저렴하고 효과적이지만 무과립구증을 비롯한 심각하고 때로는 치명적인 부작용이 발생할 수 있는 심각한 위험을 안고 있다.

## 같이 보기
- 피라졸론
- 페나존
- 무과립구증